# Reinaldo Piussi
Pas d'image ? Cliquez ici

a Compétitions nationales et continentales officielles uniquement.

b Matchs officiels uniquement.
Dernière mise à jour le 5 avril 2025.
Reinaldo Piussi, né le 18 mai 1999 à Montevideo (Uruguay), est un joueur international uruguayen de rugby à XV jouant au poste de pilier droit aux Sharks de Miami.

## Biographie
Reinaldo Piussi est originaire de Montevideo en Uruguay. Il est formé au Carrasco Polo Club, où il commence sa carrière. En 2017, il participe au Trophée mondial avec l'équipe d'Uruguay des moins de 20 ans. Ses bonnes performances durant la compétition lui permettent d'être recruté par Oyonnax Rugby la saison suivante. Il intègre donc le centre de formation de l'équipe.
Il quitte ensuite la France en 2020 sans avoir joué le moindre match et rentre en Uruguay où il intègre le système de haute performance uruguayen. En fin d'année 2022, il obtient sa première sélection avec l'équipe d'Uruguay lors d'un match contre les Tonga.
En 2023, il fait partie de l'effectif du Peñarol Rugby pour la Saison 2023 de Súper Rugby Américas. La franchise uruguayenne remporte d'ailleurs cette compétition. Ensuite, Reinaldo Piussi est sélectionné avec son pays pour les matchs de préparation à la Coupe du monde 2023. Il est ensuite retenu dans le groupe final participant au Mondial.
Après cette première participation à la Coupe du monde, il s'engage aux Sharks de Miami, évoluant en Major League Rugby, à partir de la saison 2024. Il y retrouve ses compatriotes Manuel Ardao, Felipe Etcheverry et Tomás Inciarte.